# Joseph von Sigmund
Joseph Hugo Sigmund, später von Sigmund, (* 28. August 1820; † 1901) war bayerischer Diplomat und Mitglied des Deutschen Reichstags.

## Leben
Sigmund besuchte bis 1838 das Wilhelmsgymnasium München und studierte an den Universitäten in München und Heidelberg Rechtswissenschaften. Von 1846 bis 1849 lehrte er als Dozent an der Universität Würzburg die Rechtswissenschaft, insbesondere öffentliches Recht. Im Jahre 1850 trat er in das Königliche Staatsministerium des Königlichen Hauses und des Äußern ein und wurde noch im gleichen Jahr der Königlichen Gesandtschaft in Frankfurt und dann dem Königlichen Bevollmächtigten bei den Dresdner Konferenzen 1850/1851 zugeordnet. Dann war er wieder bei der Gesandtschaft in Frankfurt, wo er bis Ende 1858 als Legationssekretär, dann bis 1867 als Referent im Königlichen Staatsministerium des Königlichen Hauses und des Äußern als Legationsrat und als Ministerialrat. Später war er als außerordentlicher Gesandter und bevollmächtigter Minister von 1867 bis 1869 beim Heiligen Stuhl und dann bis gegen Ende 1870 in den Niederlanden.
Von 1881 bis 1883 war er Mitglied des Deutschen Reichstags für den Wahlkreis Schwaben 3 (Dillingen, Günzburg, Zusmarshausen), er gehörte zur Fraktion des Zentrums. Am 22. August 1883 legte von Sigmund sein Reichstagsmandat nieder.